# Dithiane

Strukturen von 1,2-Dithian, 1,3-Dithian und 1,4-Dithian

Dithiane sind heterocyclische Verbindungen die aus einer Cyclohexanstruktur bestehen, in der zwei Methylengruppen durch Schwefelatome ersetzt sind. Es existieren drei isomere Formen, das 1,2-Dithian, das 1,3-Dithian und das 1,4-Dithian.

## 1,2-Dithiane
1,2-Dithiane bilden aufgrund der möglichen Diederwinkel der Schwefel-Schwefel-Bindung verschiedene Enantiomere.

## 1,3-Dithiane
1,3-Dithiane sind aufgrund ihres inerten Verhaltens gegen verschiedene Synthesebedingungen eine gute Schutzgruppe für Carbonylgruppen. Sie bilden sich bei der Umsetzung der Carbonylverbindung mit 1,3-Propanthiol unter Abspaltung von Wasser. Die Schutzgruppe kann mit Quecksilberverbindungen wie Quecksilber(II)-chlorid oder Quecksilber(II)-oxid entfernt werden. Aufgrund des sehr unangenehmen Geruchs von 1,3-Propanthiol wurden auch alternative Reagenzien für die Bildung von 1,3-Dithianen entwickelt. 1,3-Dithiane wurden in der Totalsynthese von Naturstoffen eingesetzt.
1,3-Dithiane werden beispielsweise in der Corey-Seebach-Reaktion als Schutzgruppe für die Umpolung von Carbonylverbindungen mit lithiumorganischen Verbindungen wie Butyllithium eingesetzt.

## 1,4-Dithiane
1,4-Dithiane können durch Reduktion von 1,2-Ethandithiol mit metallischen Natrium und anschließender Umsetzung unter geeigneten Bedingungen mit 1,2-Dibromethan erhalten werden. Als Hauptprodukte bilden sich jedoch polymere Strukturen. Die thermische Zersetzung dieser Polymere führt ebenfalls zur Bildung von 1,4-Dithian.